# Морска Митхер
Морска Митхер, или Митхер мора, је митско биће оркадијског фолклора које живи у мору током лета, када ограничава демонску језгру у океанске дубине. Сваког пролећа она се бори са својим највећим непријатељем Тераном, још једним духом оркадијске легенде који је способан да изазове јаке зимске олује, да би стекао контролу над морима и временом. На крају Морска Митхер савлада Терана и шаље га у дубине океана, али напор да га задржи тамо затвореног заједно са својим другим добронамерним трудовима током лета исцрпљује је, све док у јесен Теран не искористи њену слабост да јој отме контролу поново.
Приче о Морској Митри и Терану су међу најстаријим легендама Оркнија, можда измишљене да објасне временске непогоде и друге природне догађаје. На Шетланду, рибари моле Морску Митхер да им пружи заштиту од ђавола.

## Етимологија
Митхер је дефинисана у Речнику старијег шкотског језика као шкотска варијанта речи „мајка“.  Име њеног противника, теран, је локални оркнејски дијалект што значи „бесна љутња“, и може бити изведеница од tyrren , нордијски за „љут".

## Народна веровања

### Опис и уобичајени атрибути
Морска Митхер је дух летњих дана који угушује узбуркане морске воде око северних острва Шкотске. Острвљани Шетланда, посебно рибари, траже њену заштиту од ђавола .  Теран, дух зиме, одржава контролу над морима, све док Морска Митхер не стигне негде у време пролећне равнодневице средином марта. Оба духа су невидљива за људе. Теран је њен највећи непријатељ и њих двоје се огорчено боре, често недељама док она покушава да преузме контролу. Њихови аргументи изазивају олујне ветрове и бурна мора док она покушава да му отме контролу. Теранове шкрипе носе завијање олује док два духа покушавају да истисну један другог. Период пролећне борбе између пара назива се „Vore tullye“ или „пролећна борба“. На крају Морска Митхер савладава Теран, потискујући га у дубине океана; лоше летње време узроковано је Терановим покушајима бекства.
Током летњих месеци, Митхер мора такође држи затворено демонско створење нуцкелавее, и обавља добронамерне послове: она даје воденим створењима способношћу да се размножавају; греје и смирује мора; и благом летњем поветарцу уноси мекши квалитет налик на песму. Према фолклористи и становнику Оркнија, Волтеру Трејлу Денисону, током летње владавине Морске Митхере, услови живота о којима су извештавали острвљани можда су „довели човека да верује да је архипелаг Оркнија постао острва благословених“. Али непрекидан рад који Митхер предузима да би све остало мирно и напор да задржи контролу над Тераном постепено је замара.
Како се јесен приближава, Теран користи исцрпљеност Митхере да се ослободи, а сукоб између њих двоје почиње поново. Борбе за власт узрокују промену времена са тамним небом и јаким ветровима. Овог пута Теран тријумфује у сукобу названом „Gore vellye“.  Контрола океана и времена је враћена Терану и Морска Митхер је приморана да се повуче. Нису дати детаљи о томе где она проводи зиму, али током олуја које је изазвао Теран, рибари су се утешили да ће се Морска Митхер вратити освежена и моћна у пролеће, како би поново избацила Терана из његовог злонамерног стиска над морима.

## Порекло
Оркадске приче су биле под јаким утицајем скандинавске митологије помешане са традиционалним келтским причама. Фолклориста и писац Ернест Марвик описује Морску Митру и Теран као „чисте персонификације природе“. Неколико древних митова било је засновано на природним елементима узбурканог и стално променљивог мора око Оркнија, али приче о два духа спадају међу најстарије легенде на острвима. Људи су морали бити у стању да објасне временске непогоде и друге природне животне циклусе без користи науке; Трејл Денисон претпоставља да је због тога „машта неког полудивљака“ можда формирала темеље мита.